# ГЕС Аллай-Хвар
ГЕС Аллай-Хвар — гідроелектростанція на півночі Пакистану. Використовує ресурс із річки Аллай-Хвар, лівої притоки Інду.
У межах проєкту річку перекрили бетонною гравітаційною греблею висотою 51 метр та довжиною 88 метрів, яка спрямовує ресурс до дериваційного тунелю завдовжки 2,4 км з діаметром 2,2 метра. Він виводить до машинного залу, спорудженого вже на лівому березі Інду нижче від впадіння Аллай-Хвар (при цьому відстань між греблею та залом по руслам Аллай-Хвар та Інду становить понад 30 км).
Основне обладнання станції становлять дві турбіни типу Пелтон потужністю по 62,5 МВт, які працюють при напорі від 687 до 697 метрів та забезпечують виробництво 463 млн кВт·год електроенергії на рік.
Видача продукції відбувається по ЛЕП, розрахованим на роботу під напругою 132 кВ та 220 кВ.